# أكيهيتو أوزاوا
أكيهيتو أوزاوا (باليابانية: 小澤 章人) (مواليد 10 أغسطس 1992)، هو لاعب كرة قدم كان يلعب كحارس مرمى.

## وصلات خارجية
- أكيهيتو أوزاوا على موقع رابطة كرة القدم اليابانية للمحترفين (اليابانية)
- أكيهيتو أوزاوا على موقع قاعدة بيانات كرة القدم.إي يو (الإنجليزية)
- أكيهيتو أوزاوا على موقع Soccerway.com (الإنجليزية)
- أكيهيتو أوزاوا على موقع عالم كرة القدم.نت (الإنجليزية)